# Lars Arne Håkansson
Lars Arne Håkansson, född 17 juli 1957 i Stockholm är en svensk företagsledare, VD för Warner Home Video Sweden Aktiebolag. Han är även styrelseledamot i Svenska Antipiratbyrån.
Lars Håkansson föddes i Stockholm och växte upp i Ellagård i Täby. Han tog sin studentexamen på Tibble och var ett år i USA 1975-1976. Efter gymnasiet gick Lars på Handelshögskolan i Stockholm. Efter studierna började Lars på Nielsen där han sedermera blev marknadschef. Efter fem år fick Lars möjlighet att bygga upp Kellogg's i Sverige. Efter fem år blev han erbjuden att ta över som VD för Warner Home Video i Sverige. 2000 blev Lars utnämnd till VD för Warner Norden.